# Bogshult en Gälleberg
Bogshult en Gälleberg (Zweeds: Bogshult en Gälleberg) is een småort in de gemeente Tidaholm in het landschap Västergötland en de provincie Västra Götalands län in Zweden. Het småorter heeft 54 inwoners (2005) en een oppervlakte van 21 hectare. Eigenlijk bestaat het småort uit twee plaatsen: Bogshult en Gälleberg. Bogshult en Gälleberg worden omringd door zowel landbouwgronden als bossen. De plaats Tidaholm ligt ongeveer tien kilometer ten noordwesten van het småort.